# ベスト・フレンズ・ガール
「ベスト・フレンズ・ガール」 (My Best Friend's Girl) は、カーズが1978年に発表した楽曲。

## 概要
作詞作曲はリック・オケイセック。オケイセック次のように回想している。
1978年2月、カーズはロンドンのAIRスタジオでデビューアルバムのためのレコーディングを行った。本作品もこのとき録音された。ホ長調（E）で録音されたがマスターテープを作る際、スピードが上げられ、それに伴いキーも半音高いヘ長調（F）になった。グループはライブを行う際は多くの場合、ホ長調で演奏した。
同年6月発売のアルバム『錯乱のドライヴ/カーズ登場』に収録された。ただし、イギリスなどヨーロッパではアルバムに先行して、デビューシングルとして5月に発売された。B面は「ムーヴィング・イン・ステレオ」であった。本国アメリカでは「燃える欲望」に続く2枚目のシングルとして同年10月に発売された。B面は「ドント・チャ・ストップ」が選ばれた。
Billboard Hot 100で35位を記録。イギリスでは3位を記録する大ヒットとなった。

## カバー・バージョン
- ニルヴァーナ - 1994年、ドイツのミュンヘンでのコンサートで演奏。ニルヴァーナの公式YouTubeチャンネルが動画を公開している[5]。
- ザ・フラストレイターズ - 2002年のアルバム『Achtung Jackass』に収録。
- チャド・ホリスター - 2009年のアルバム『Chad Hollister』に収録。